# Jahangir Tavakoli
Jahangir Tavakoli (in persiano جهانگیر توکلی‎; Teheran, 25 febbraio 1946) è un pallanuotista iraniano, che ha partecipato alle Olimpiadi di Montréal 1976.
Oltre al torneo olimpico del 1976, ha gareggiato ai Giochi asiatici del 1974, vincendo una medaglia d'oro.